# Seven of Seven
Seven of Seven (яп. 七人のナナ Shichinin no Nana, Семь из семи) или Семинанье — японская манга, созданная Ясухиро Имагавой, иллюстрированная Адзусой Кунихирой, по которой был снят аниме-сериал. Манга впервые публиковалась компанией Akita Shoten и выходила в еженедельном журнале Weekly Shōnen Champion с 8 ноября 2001 года. Через год на основе сюжет манги был выпущен сериал, 25 серий которого транслировались по каналу TV Tokyo с 10 января по 27 июня 2002 года. Позже на DVD была выпущена новогодняя бонусная серия. По сюжету манги и сериала главная героиня Нана разделяется на 7 одинаковых девочек. Каждый «дубль» — это отражение индивидуального качества настоящей Наны. Кроме того, каждую Нану озвучивают разные сэйю.

## Сюжет манги
Отец Наны возвращается из поездки и дарит Нане кристалл, который купил у местной цыганки. Однако отец предупреждает, что, по словам цыганки, кристалл нельзя оставлять под лунным светом. Однако Нана специально на ночь оставляет кристалл под окном и на следующее утро просыпается и видит шесть других Нан в своей кровати.
Смирившись с ситуацией, Нана продолжала как обычно ходить в школу, а другие Наны оставались дома. Однако они быстро начинают протестовать против данного подхода и шантажом вынуждают директора позволить ходить им в школу, причём в тот же класс, что и Нана. В результате одноклассники запутываются, кого конкретно называть Наной, и все получают новые имена — псевдонимы.

## Сюжет аниме
Дед Наны, будучи ребёнком, увидел радугу и был очарован её красотой. Он мечтал заключить радугу в кристаллическую форму и начал разрабатывать разные механизмы и изобретения. Однажды дед нашёл правильный способ заключить радугу в кристалл. Так нужно было разделить 7 цветов в специальной микроволновке для кристаллизации. Для выполнения данного процесса требовалось некоторое время, но Нана хотела испечь шоколадный торт для Юити и открыла микроволновку до завершения процесса. Нана моментально разделяется на 7 одинаковых девочек, каждая которая является физическим воплощением индивидуальных качеств Наны: спортсменка Нана, умная Нана, сварливая Нана, кокетка Нана, весёлая Нана и соня Нана. Дубли оригинальной Наны имеют те же воспоминания, что и она, и также все влюблены в Юити. В начале их ход мыслей и слова были абсолютно синхронизированными. 6 Нан образовались из кристаллов, которые положил дедушка в микроволновку. Они обладают сверхчеловеческими способностями, такими как полёт, супер-сила, огромная скорость и другое. А также Наны способны перевоплощаться в особых костюмах «Нана Рейнджерс» разных цветов радуги. Дубли Наны начинают выполнять роль миротворцев.
Позже выясняется, что если кристаллы снова не интегрировать в течение года, то Наны исчезнут и снова превратятся в обыкновенные кристаллы. Позже появляется восьмая Нана, которая является тёмным воплощением.

## Список персонажей
Нана Судзуки (яп. 鈴木 ナナ Судзуки Нана) — главная героиня и настоящая Нана. Очень застенчивая и робкая, влюблена в мальчика из своего класса — Юити, но боится подойти к нему и признаться в своих чувствах. Также у Юити есть ещё 3 девушки, которые борются за его сердце, они насмехаются и унижают Нану. Её называют оригинальным именем Нана и её цвет синий.
Сэйю: Нана Мидзуки
Нанаппэ (яп. ナナっぺ) — вспыльчивая Нана. Очень легко выходит из себя и ведёт себя как сорванец. Любит напарываться на драки. Её цвет — красный.
Сэйю: Момомори Сумомо
Нанакко (яп. ナナっこ) — спокойная Нана. Она непринуждённая и принимает беззаботный подход к жизни, даже осознавая, что её жизнь подойдёт к концу. Говорит детским голосом. Её цвет — оранжевый.
Сэйю: Мадока Акита
Нанатти (яп. ナナっち) — весёлая Нана. Она всегда пребывает в хорошем настроении. Обожает фильмы комедийной тематики. Её цвет — жёлтый.
Сэйю: Май Асаки
Нанарин (яп. ナナりん) — грустная Нана. Она любит видеоигры. Очень ранимая, до такой степени, что даже самая мелкая проблема может довести её до истерики. Когда она плачет, то может испускать мощные звуковые волны. Её цвет — салатовый.
Сэйю: Юкари Фукуй
Нанасама (яп. ナナさま) — интеллигентная Нана. Самая умная и упрямая. Очень любит читать книги и мангу. В течение сериала читает книгу «Отверженные». Её цвет — зелёный.
Сэйю: Май Накахара
Нанапон (яп. ナナぽん) — кокетливая Нана. Таинственная девушка, которая любит флиртовать. У неё более женственное телосложение, чем у других Нан. Использовала свой кристалл, чтобы гипнотизировать людей. В конечном счёте попала сама под гипноз, когда обучала Нану. Её цвет — сиреневый.
Сэйю: Каори Надзука
Яманана (яп. ジャマナナ Дзяманана) — тёмная Нана. Она впервые появляется в новый год. Как и остальные Наны, Яманана тоже желает добиться успеха, но делает это самыми грязными методами, устраивая саботажи. Она сильнее всех взятых вместе Нан, может гипнотизировать людей без кристалла. Имеет белые волосы, заострённые уши и изогнутые рога на шлеме. Для преобразования не использует супер-костюм.
Хитоми Онодэра (яп. 小野 寺瞳 Онодэра Хитоми) — давняя и самая близкая подруга Наны, всегда поддерживает её. Родители Хитоми держат собственный ресторан, где Нана и Хитоми проводят ежегодные праздники. Хитоми знает Нану с ног до головы и порой даже лучше, чем сама Нана. Так, например, она единственная различает с лёгкостью дублей Наны. Обычно носит очки, но без них выглядит совершенно по-другому, что даёт ей возможность маскироваться.
Сэйю: Мию Мацуки
Юити Камитика (яп. 神近 優一 Камитика Ю:ити) — мальчик, в которого влюбилась Нана. Он очень умный. Нана, когда следует за ним, то боится показаться ему на глаза и прячется за людьми. Очень добрый, открытый и относится к Нане как к другу. Не обращает внимание на других девушек, которые влюблены в него. В конце концов узнаёт, что Нана влюблена в него.
Сэйю: Акира Исида
Ханда (яп. 半田 実 Ханда Минору) — вице-директор школы, где учится Нана. Сталкивал Нану с другими школьниками, как позже выяснялось, для их собственного блага. В трудных ситуациях приходит на защиту. Раньше упорно трудился, чтобы стать одним из лучших студентов.
Маруока (яп. 丸岡 雄之 Маруока Такэюки) — консультант Наны, помогает студентам при возможности. Но порой расходится и начинает грубить. Хитоми влюблена в него, так как он однажды прикрыл её курткой во время Рождества.
Мэгуми Хаясиба (яп. 林葉 めぐみ Хаясиба Мэгуми) — три девочки из того же класса, что и Нана. Раньше дразнили и мучили её, но скоро увидели, как Нана усердно работает, чтобы попасть в школу отличников и стали поддерживать её. У троицы самые плохие отметки в классе, но они тоже мечтают попасть в класс отличников. Хаясиба — лидер группы и бывшая подруга детства Наны, очень талантливый японский танцор, Когараси — скрытна девушка, которая любит хвастаться, и Моринума, которая оказывается доброй и отзывчивой. Хаясиба решила избрать японские танцы в качестве профессии и обещала деду стать танцовщицей майко. Моринума пошла в школу медсестёр, Когараси поступила в специальную школу, чтобы стать сэйю и озвучивать персонажей аниме.
Эрино Когараси (яп. 木枯 えりの Когараси Эрино) — три девочки из того же класса, что и Нана. Раньше дразнили и мучили её, но скоро увидели, как Нана усердно работает, чтобы попасть в школу отличников и стали поддерживать её. У троицы самые плохие отметки в классе, но они тоже мечтают попасть в класс отличников. Хаясиба — лидер группы и бывшая подруга детства Наны, очень талантливый японский танцор, Когараси — скрытна девушка, которая любит хвастаться, и Моринума, которая оказывается доброй и отзывчивой. Хаясиба решила избрать японские танцы в качестве профессии и обещала деду стать танцовщицей майко. Моринума пошла в школу медсестёр, Когараси поступила в специальную школу, чтобы стать сэйю и озвучивать персонажей аниме.
Мотоко Моринума (яп. 森沼 もとこ Моринума Мотоко) — три девочки из того же класса, что и Нана. Раньше дразнили и мучили её, но скоро увидели, как Нана усердно работает, чтобы попасть в школу отличников и стали поддерживать её. У троицы самые плохие отметки в классе, но они тоже мечтают попасть в класс отличников. Хаясиба — лидер группы и бывшая подруга детства Наны, очень талантливый японский танцор, Когараси — скрытна девушка, которая любит хвастаться, и Моринума, которая оказывается доброй и отзывчивой. Хаясиба решила избрать японские танцы в качестве профессии и обещала деду стать танцовщицей майко. Моринума пошла в школу медсестёр, Когараси поступила в специальную школу, чтобы стать сэйю и озвучивать персонажей аниме.
Цукиэ Каяно (яп. 萱野 月枝 Каяно Цукиэ) — подруга детства Юити и явная соперница Наны. Как и Нана, трудится, чтобы попасть в элитную школу, где учится Юити. Она демонстрирует открытую неприязнь к Нане, за что заслуживает презрительное отношение со стороны троицы в защиту Наны. Цукиэ трудится лишь для того, чтобы быть рядом с Юити. Она любит искусство, но её родители стали врачами, и она тоже по традиции будет изучать медицину и поступит в университет. Когда дружится с Наной, решает полностью посвятить себя искусству.
Рокудзо Судзуки (яп. 鈴木 六造 Судзуки Рокудзо:) — дедушка Наны. Он много лет разрабатывал метод, чтобы заключить радугу в кристалл, и мало времени уделял Нане. Очень любит внучку и опасается, что неудачный эксперимент, который произошёл внезапным вмешательством Наны, будет иметь тяжёлые последствия. Многие его эксперименты кончались неудачей, в том числе и попытки рекомбинирования Нан.
Мицуко Судзуки (яп. 鈴木 みつ子 Судзуки Мицуко) — мама Наны, живёт и работает в Сан-Франциско. Очень любит Нану и надеется, что она сможет в дальнейшем устроить себе жизнь.
Сэйю: Суми Симамото
Горо Судзуки (яп. 鈴木 五郎 Судзуки Горо:) — отец Наны. Он также живёт в Сан-Франциско. Любит Нану всем сердцем, более сентиментален, чем его жена. Когда понимает, что Нана хочет остаться с дедушкой в Котомати, то не принуждает её менять решение.
Мисс Хони (яп. メロディー・ハニー Мэроди: Хани:) — девочка из Сан-Франциско. Мать Наны отправляет её в Японию, чтобы та обучала Нану английскому. Но на самом деле очень ленивая и её главной целью является найти мальчика и признаться ему в своих чувствах. Она узнаёт тайну про остальных Нан, но обещает держать это в секрете.

## Список серий аниме
| #   | Зачоловок | Дата выхода               |
| --- | --- | ------------------------- |
| 01  | First Problem! Nana times Nana is NANA? «Dai-ichi-mon! Nana kakeru nana wa NANA» (第1問!ナナ×7=ナナ?)                 | 2002-01-10                |
| 02  | Chaos! All seven of us go to school? «daikonran! shichinin sorotte gakkou he?» (大混乱!7人そろって学校へ?)            | 2002-01-17                |
| 03  | Do seven Nanas make one Nana? «Shichinin minna de hitori no NANA?» (七人みんなで一人のナナ?)                          | 2002-01-24                |
| 04  | The birth of the exam hell squadron Nana rangers? «Tanjou! Juuken sentai NANA RENJAA?» (誕生!受験戦隊ナナレンジャー?) | 2002-01-31                |
| 05  | Decision time! Yuichi's first-choice High School? (決定!神近君の志望校?)                                              | 2002-02-07                |
| 06  | Examinee n° 623! Late-night radio commotion? (受験番号623!深夜ラジオで大騒動)                                         | 2002-02-14                |
| 07  | Midnight snack munchies! A cook-off to help us pass our exams? (夜食モグモグ!料理勝負も受験のために?)                 | 2002-02-21                |
| 08  | Confess your love in english! KO the american tutor? (英語で告白!家庭教師をやっつけろ?)                               | 2002-02-28                |
| 09  | Sweet temptation! Love, secrets and crib notes? (甘い誘惑!恋と秘密とカンニング)                                       | 2002-03-07                |
| 10  | The dreaded F! Final exams are a must-win battle? (恐怖の赤点!期末テストを突破せよ?)                                  | 2002-03-14                |
| 11  | Have your cake and eat it too? (二兎追うものは二兎を得よ?)                                                            | 2002-03-21                |
| 12  | Hot summer study retreat! Heartstopping test of courage and love? (真夏の集中合宿!ドキドキ恋の肝試し?)                | 2002-03-28                |
| 13  | Love & English conversation! A mid-air rendez-vous with Yuichi? (恋する英会話!神近君とお空の上でランデブー?)          | 2002-04-04                |
| 14  | Overseas study program! Chaos in San Francisco? (ホームステイで受験勉強!サンフランシスコは大騒ぎ?)                    | 2002-04-11                |
| 15  | To each her own entrance exam! Who will catch the future? (それぞれの受験!未来は我が手か誰の手に?)                    | 2002-04-18                |
| 16  | Cultural festival heartbreak! A 4-Handkerchief tearjerker? (恋散る文化祭!涙も枯れる大舞台?)                           | 2002-04-25                |
| 17  | The day Nana disappeared... and reappeared? (ナナが消える日、出てくる日?)                                             | 2002-05-02                |
| 18  | Confession in the snow? Happy christmas from us all! (雪降る告白?ナナとみんなのHappy X'mas!)                          | 2002-05-09                |
| 19  | New Year's Eve with the whole family! Panic! Mom and Dad return! (家族そろって大みそか!パパ·ママ帰国で大ピンチ?)      | 2002-05-16                |
| 20  | Passing grade guaranteed! Charms gone awry? (絶対合格!おまじないで大迷走?)                                            | 2002-05-23                |
| 21  | The missing pencil! There are 8 Nanas? (消えたシャーペン!驚き桃の木8人目のナナ?)                                      | 2002-05-30                |
| 22  | Showdown! Nana and Yuichi! Interview for early acceptance? (対決!ナナと神近君!面接試験で推薦合格?)                    | 2002-06-06                |
| 23  | Early acceptance retracted! My love life and my exams are out of control? (推薦取り消し!!私の恋と受験はどうなるの?)   | 2002-06-13                |
| 24  | The day before the exam!! The last battle, Nana vs Nana? (受験前日!!最後の対決 ナナVSナナ?)                           | 2002-06-20                |
| 25  | Acceptance announcement! Flowers blossom on the hill of hearts? (合格発表!!心の丘に花の咲く?)                         | 2002-06-27                |
| OVA | It's New Year's! 7x7=49 Nanas? (お正月だよ! 7×7=49人のナナ?)                                                          | 2002-10-02 (DVD Volume 7) |